# María Teresa Ramírez (nadadora)
María Teresa Ramírez Gómez (n. 15 de agosto de 1954, Distrito Federal, México) es una nadadora mexicana de estilo libre y de espalda retirada. Adquirió notabilidad al representar a su país de origen en dos Juegos Olímpicos consecutivos, el primero de ellos llevado a cabo en México en 1968 y el segundo en Múnich, Alemania, en 1972. En el primero ganó la medalla de bronce en el evento de estilo libre femenino de 800 metros, convirtiéndose en la segunda medallista olímpica mexicana en la historia de los Juegos Olímpicos, después de María del Pilar Roldán, quien obtuvo una medalla de plata en el mismo certamen solo que en el evento de esgrima.

## Biografía

### Primeros años

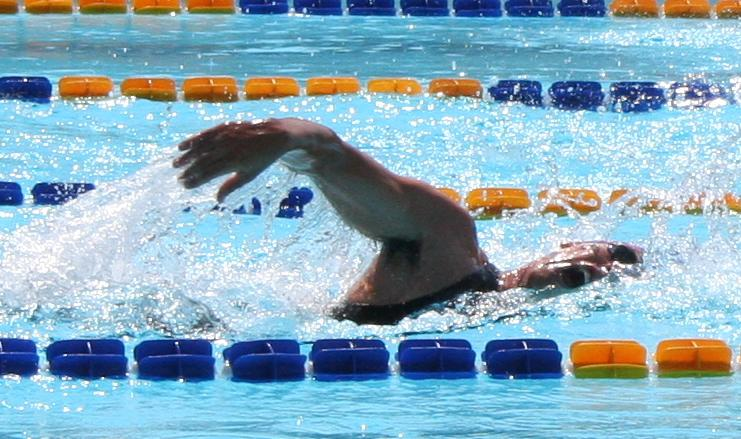
Ramírez Gómez tuvo una cierta afinidad por el nado de velocidad, y obtuvo buenos resultados desde pequeña en diferentes estilos de nado, entre ellos el de estilo libre, representado en la imagen.

María Teresa Ramírez nació el 15 de agosto de 1954 en la Ciudad de México (también conocida como Distrito Federal), hija de Urbano Ramírez y Consuelo Gómez. 
A los cinco años de edad, Ramírez Gómez (también conocida por el alias de Maritere) comenzó a tomar lecciones de piano con la profesora Esperanza Espinoza de los Monteros. Para 1961, a los siete años de edad, ya había ofrecido algunos conciertos de piano. Al mismo tiempo, tomó clases de natación con el entrenador Armando Marin  García. Poco antes de cumplir ocho años, dejó sus clases de piano y ofreció su último concierto para concentrarse en la natación, actividad por la cual sentía mayor afinidad y mostraba buenas cualidades al destacar en diferentes estilos de nado, entre ellos de espalda, de mariposa y estilo libre.

### Primeras competencias
Su primera competición notable de natación ocurrió en los Juegos Centroamericanos y del Caribe de 1966, llevados a cabo en San Juan, Puerto Rico. Ahí formó parte de la delegación mexicana que incluía a Guillermo Echevarría (medallista de oro en el estilo libre de 1500 metros en los Juegos Olímpicos de 1968), Salvador Ruiz de Chávez, Rafael Hernández y Tamara Oynick. Al final, Ramírez Gómez se hizo acreedora a tres medallas de bronce (una en nado libre individual y dos en relevos).
Al año siguiente, en 1967, participó en los Juegos Panamericanos de Winnipeg, Canadá, en donde Ramírez Gómez compitió en los estilos libre y espalda. Al final se posicionó en el quinto lugar en ambas categorías.

### Juegos Olímpicos de 1968

Ramírez Gómez obtuvo la medalla de bronce en los Juegos Olímpicos de México 1968, convirtiéndose en una de las primeras medallistas olímpicas mexicanas.

Para los Juegos Olímpicos de México 1968, se sometió a una serie de entrenamientos para mejorar su velocidad en el nado y así obtener alguna presea en el evento. Una de las experiencias que más le motivó en ese período fue su encuentro con la nadadora sueca Lisa Lungren, a quien Ramírez Gómez admiraba. De hecho, Lungren había sido campeona europea en el estilo libre de 800 metros. Su entrenador fue Ronald Johnson, quien estaba al frente de la delegación mexicana que participaría en los Juegos Olímpicos. Ramírez Gómez coincidió en que tanto Lungren como Johnson le habían influenciado fuertemente para inscribirse en pruebas de «fondo» y dejar un tanto de lado la cuestión de la velocidad. Llegado el certamen, participó en cinco diferentes categorías: 200, 400 y 800 metros libres, aunado a los estilos combinado y libre de relevos. En la primera categoría no pasó a las etapas finales, mientras que en la de 400 metros libre quedó en cuarto lugar. El 24 de octubre de 1968, venció a la australiana Karem Rojas por una décima de segundo, obteniendo el tercer puesto en la categoría de 800 metros libre con un tiempo final de 9:38,5 (Rojas hizo un tiempo de 9:38,6 y el segundo lugar se lo llevó la estadounidense Pam Kruse con un tiempo de 9:35,7), y ganando así la medalla de bronce con lo que se convirtió en la segunda mexicana en triunfar en los Juegos Olímpicos, solo después de María del Pilar Roldán, quien obtuvo medalla de plata en esgrima en ese mismo evento.

### Otros logros
Tras su logro en los Juegos Olímpicos, participó en un torneo internacional llevado a cabo en Santa Clara, California, donde compitió en la categoría de 1500 metros libre; obtuvo el quinto lugar. Poco después, se hizo acreedora al séptimo lugar en el campeonato abierto de natación de Estados Unidos, celebrado en Lincoln, Nebraska y organizado por USA Swimming. 
En 1970, se sumó a la delegación mexicana que compitió en los Juegos Centroamericanos y del Caribe celebrado en Panamá, donde Ramírez Gómez ganó un total de ocho medallas de oro, una de plata y dos de bronce. Ante esto, se la nombró como «Reina de la Natación» de esa competición.
Dos años después, participó en los Juegos Olímpicos de Múnich 1972 de nuevo en la categoría de 800 metros libre, sin embargo apenas consiguió el décimo lugar. Esto a pesar de haber mejorado su récord de nado en 13 segundos.

### Retiro

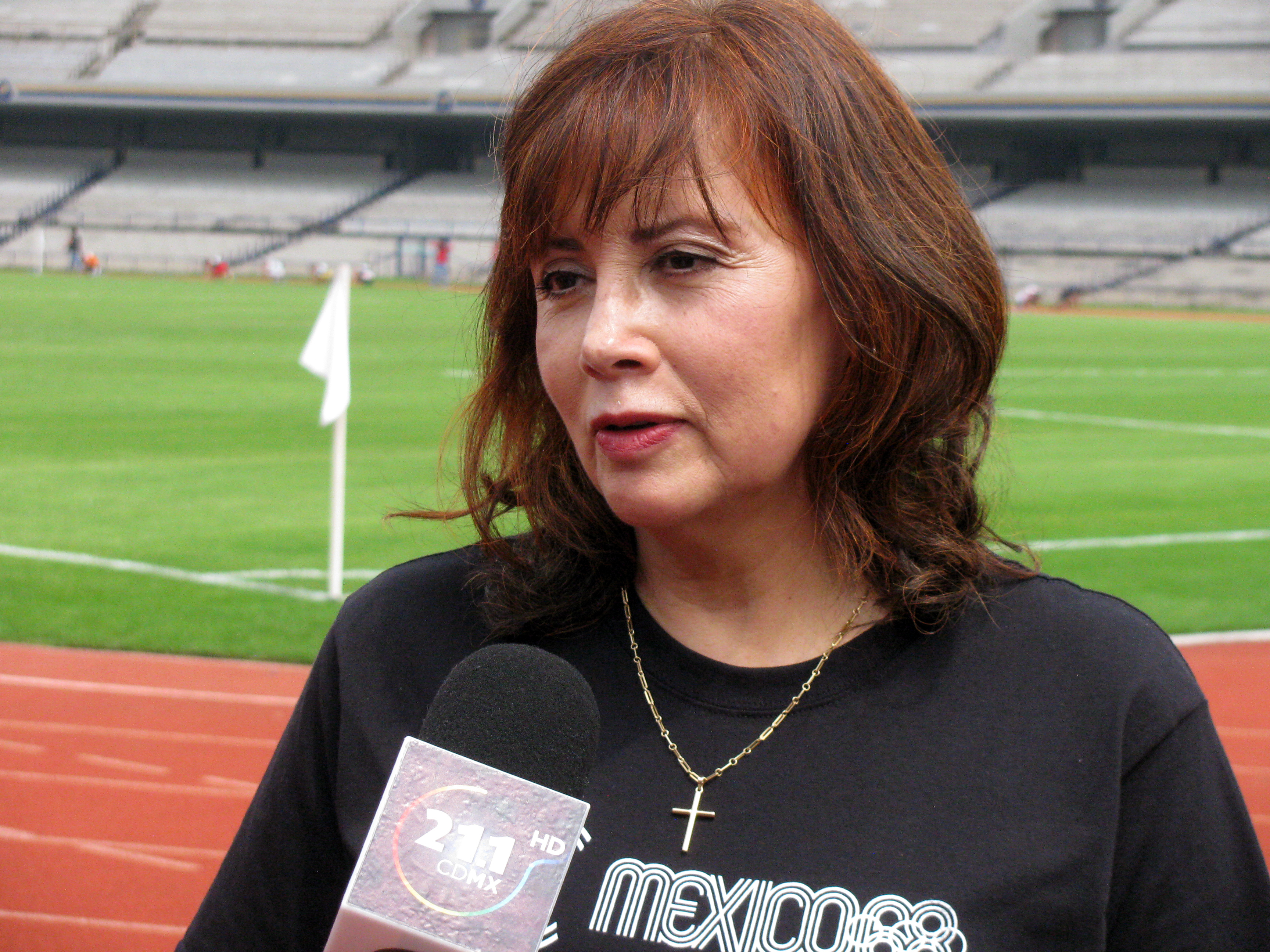
Maritere en la conmemoración de los 50 años de México 68, 2018.

Una vez que acabaron los Juegos Olímpicos de Múnich, Maritere decidió estudiar la carrera de ciencias políticas y administración pública en la Universidad Iberoamericana, haciendo evidente su distanciamiento de la natación. Tras su retiro, uno de sus compañeros nadadores la invitó a entrenar con él en China rumbo a los Juegos Panamericanos de 1975. Ahí participó en una competencia donde resultó ser la vencedora.

## Legado
Tras su desempeño notable en los Juegos Centroamericanos de 1970, el gobierno panameño reconoció a Ramírez Gómez como una de las mejores atletas de ese evento por lo que a manera de homenaje le puso su nombre a una de las calles adyacentes al estadio olímpico donde triunfó la mexicana. De forma similar, el gobierno mexicano autorizó bautizar a una de las calles de la colonia Izcalli Santa Clara, en el Estado de México, con el nombre de la nadadora.